# Szerpuhovi
A szerpuhovi a kora karbon földtörténeti kor három korszaka közül az utolsó, amely 330,9 ± 0,2 millió évvel ezelőtt (mya) kezdődött a viséi korszak után, és 323,2 ± 0,4 mya zárult a késő karbon kor baskíriai korszaka előtt.